# Isòvol
Isòvol est une commune d'Espagne espagnole dans la communauté autonome de Catalogne, province de Gérone, de la comarque de Basse-Cerdagne.

## Géographie
Commune située dans les Pyrénées en Cerdagne.

## Lieux et monuments
- Église romane Sainte-Marie d'All
- Église romane Saint-Pierre d'Olopte